# Frederica de Dohna-Leistenau
Frederica de Dohna-Leistenau va néixer a Königsberg el 3 de juliol de 1738, i va morir a Ostpreussen el 21 d'abril de 1786. Era filla del comte Albert Cristòfol (1698-1752) i la duquessa Sofia Enriqueta de Schleswig-Holstein-Sonderburg-Beck (1698-1768). Essent comtessa de Dohna-Schlobitten i Leistenau, va esdevenir en casar-se princesa de Schleswig-Holstein-Sonderburg-Beck.

## Matrimoni i fills
El 30 de maig de 1754 es va casar a Königsberg amb el seu cosí Carles Anton de Schleswig-Holstein-Sonderburg-Beck (1727-1759), fill del duc Pere August (1697-1775) i de Sofia de Hessen-Philippsthal (1695-1728). El matrimoni va tenir un únic fill:
- Frederic Carles de Schleswig-Holstein-Sonderburg-Beck (1757-1816), que es va casar amb Frederica de Schlieben (1757-1827).

Uns anys després de la mort de Carles Anton, es va casar per segona vegada el 21 de maig de 1777 amb el comte Frederic Detlev de Moltke (1750-1825). El matrimoni no va tenir descendència.